# 어비스컴퍼니의 음반
이 문서는 어비스 컴퍼니에서 발매한 음반 목록이다.

## 2010년대
- 2015년 11월 12일 박원 - Like A Wonder
- 2016년 5월 27일 어반 자카파 - 스틸
- 2016년 6월 20일 권순일, 박용인 - 닥터스 OST Part.1[1]
- 2016년 8월 19일 조현아 - W OST Part.5
- 2016년 8월 25일 어반 자카파 - [Digital Single] 목요일 밤
- 2016년 10월 6일 박용인 - [Digital Single] 가을 타는 남자[2]
- 2016년 10월 29일 박원 - 이번 주 아내가 바람을 핍니다 OST Part.1
- 2016년 11월 12일 어반 자카파 - 이번 주 아내가 바람을 핍니다 OST Part.3
- 2016년 11월 17일 박원 - 1/24
- 2017년 1월 8일 어반 자카파 - 도깨비 OST Part.10
- 2017년 2월 28일 박원 - [Digital Single] 기다리지 말아요[3]
- 2017년 5월 19일 어반 자카파 - [Digital Single] 혼자
- 2017년 7월 11일 어반 자카파 - [Digital Single] Moai
- 2017년 7월 26일 조현아 - 다시 만난 세계 OST Part.1
- 2017년 7월 27일 박원 - 0M
- 2017년 8월 22일 선미 - [Digital Single] 가시나[4]
- 2017년 9월 24일 조현아 - [Digital Single] 판타스틱 듀오 2 Part.15[5]
- 2017년 10월 9일 조현아 - [Digital Single] 째깍째깍[6]
- 2017년 11월 8일 어반 자카파 - [Digital Single] 그때의 나,그때의 우리
- 2017년 11월 13일 선미 - [Digital Single] Fly Day[7]
- 2017년 11월 19일 박용인 - 마녀의 법정 OST Part.4
- 2017년 12월 14일 권순일 - 흑기사 OST Part.2
- 2018년 1월 18일 선미 - [Digital Single] 주인공
- 2018년 2월 26일 어반 자카파 - [Digital Single] 투유 프로젝트 - 슈가맨2 Part.6[8]
- 2018년 4월 18일 조현아 - [Digital Single] 그대 떠난 뒤
- 2018년 8월 13일 박원 - 미스터 션샤인 OST Part.8
- 2018년 8월 24일 조현아 - [Digital Single] 고백
- 2018년 9월 4일 선미 - WARNING
- 2018년 10월 1일 박원 - r
- 2018년 11월 16일 어반 자카파 - 05
- 2018년 12월 12일 어반 자카파 - [Digital Single] 친구와 우정을 지키는 방법 - 봄여름가을겨울 트리뷰트 Vol.5[9]
- 2019년 3월 4일 선미 - [Digital Single] 누아르(Noir)
- 2019년 4월 22일 박용인 - 으라차차 와이키키 2 OST Part.5
- 2019년 6월 13일 어반 자카파 - [Digital Single] 서울 밤
- 2019년 6월 20일 어반 자카파 - [Digital Single] 2019 월간 윤종신 6월호 `별책부록`
- 2019년 8월 17일 어반 자카파 - [Digital Single] [Vol.28] 유희열의 스케치북 10주년 프로젝트 : 열세 번째 목소리 `유스케 X 어반자카파`
- 2019년 8월 24일 어반 자카파 - [Digital Single] [Vol.29] 유희열의 스케치북 10주년 프로젝트 : 열세 번째 목소리 `유스케 X 어반자카파`
- 2019년 8월 27일 선미 - [Digital Single] 날라리
- 2019년 9월 17일 박용인 - 박용인 0.5
- 2019년 10월 21일 권순일 - With

## 2020년대
- 2020년 1월 28일 조현아 - [Digital Single] Door[10]
- 2020년 2월 6일 선미 - 엑스엑스 OST Part.1
- 2020년 2월 15일 박원 - 또 한번 엔딩 Part.1
- 2020년 3월 5일 조현아 - 낀대:끼인세대 OST Part.2
- 2020년 4월 10일 어반자카파 - 슬기로운 의사생활 OST Part.5
- 2020년 4월 30일 조현아 - [Digital Single] 갱생 (GANG生) Project[11]
- 2020년 6월 29일 선미 - [Digital Single] 보라빛 밤
- 2020년 7월 5일 박원 - 사이코지만 괜찮아 OST Part.3
- 2020년 10월 22일 박원 - My fuxxxxx romance
- 2021년 1월 8일 권순일 - 컬러러쉬 OST[12]
- 2021년 2월 20일 조현아 - [Digital Single] [Vol.85] 유희열의 스케치북 : 쉰다섯 번째 목소리 '유스케 X 조현아(어반자카파)'
- 2021년 2월 23일 선미 - [Digital Single] 꼬리
- 2021년 2월 27일 조현아 - [Digital Single] [Vol.86] 유희열의 스케치북 : 쉰다섯 번째 목소리 '유스케 X 조현아(어반자카파)'
- 2021년 4월 21일 박원 - [Digital Single] You're Free
- 2021년 6월 15일 뱀뱀 - riBBon
- 2021년 8월 6일 선미 - 1/6
- 2021년 8월 13일 박원 - My fuxxxxx romance 02-1
- 2021년 9월 26일 어반자카파 - [Digital Single] 네 번째 '고백'
- 2021년 10월 11일 선미 - [Digital Single] Go or Stop?
- 2021년 11월 24일 선미 - [Digital Single] Shivers[13]
- 2021년 11월 25일 어반자카파 - 이 별
- 2021년 12월 5일 어반자카파 - 지금,헤어지는 중입니다 OST Part.8
- 2021년 12월 28일 뱀뱀 - [Digital Single] Who Are You
- 2022년 1월 18일 뱀뱀 - B
- 2022년 3월 8일 선미 - [Digital Single] OH Sorry Ya
- 2022년 3월 9일 뱀뱀 - 사내맞선 OST Part.4
- 2022년 3월 18일 조현아 - [Digital Single] 늦은 후회
- 2022년 5월 3일 멜로망스 - 초대
- 2022년 5월 14일 멜로망스 - 우리들의 블루스 OST Part.7
- 2022년 5월 18일 선미 - 선미야클럽 OST Part.1
- 2022년 6월 29일 선미 - [Digital Single] 열이 올라요
- 2022년 7월 12일 멜로망스 - 링크: 먹고 사랑하라, 죽이게 OST Part.6
- 2022년 8월 4일 김민석 - [Digital Single] 작별인사
- 2022년 8월 30일 멜로망스 - PLAYLIST (플레이리스트) OST Part.1
- 2022년 9월 13일 멜로망스 - PLAYLIST (플레이리스트) OST Part.2
- 2022년 9월 27일 멜로망스 - PLAYLIST (플레이리스트) OST Part.3
- 2022년 12월 19일 조현아 - 트롤리 OST Part.1
- 2023년 1월 7일 김민석 - 금혼령, 조선 혼인 금지령 OST Part.3
- 2023년 1월 26일 멜로망스 - [Digital Single] 안부[14]
- 2023년 2월 26일 김민석 - [Digital Single] 너와 함께
- 2023년 3월 12일 권순일 - [Digital Single] 사랑합니다
- 2023년 3월 22일 선미 - [Digital Single] [BILLION MUSIC PROJECT VOL.1][15]
- 2023년 3월 28일 뱀뱀 - Sour & Sweet
- 2023년 5월 10일 멜로망스 - 나쁜엄마 OST Part.4
- 2023년 5월 12일 조현아 - 결혼과 이혼 사이 2 OST Part.1[16]
- 2023년 5월 29일 멜로망스 - [Digital Single] 찬란한 하루
- 2023년 6월 19일 조현아 - [Digital Single] 잔인한 여자, 철없는 남자[17]
- 2023년 7월 7일 김민석 - [Digital Single] 예뻤어 (여름날 우리 X 김민석 (멜로망스))
- 2023년 7월 12일 산다라박 - SANDARA PARK
- 2023년 7월 19일 조현아 - [Digital Single] 1994년 어느 늦은 밤
- 2023년 8월 24일 박원 - 이 연애는 불가항력 OST Part.1
- 2023년 8월 24일 조현아 - 차박 - 살인과 낭만의 밤 OST Part.1
- 2023년 9월 10일 박원 - [Digital Single] 자격
- 2023년 9월 11일 뱀뱀 - [Digital Single] Pick It
- 2023년 10월 17일 권순일 - 반짝이는 워터멜론 OST Part.6
- 2023년 10월 17일 선미 - [Digital Single] STRANGER
- 2023년 11월 12일 멜로망스 - 무인도의 디바 OST Part.6
- 2023년 11월 22일 멜로망스 - 오늘도 사랑스럽개 OST Part. 3 : 둘만의 비밀로
- 2023년 11월 26일 조현아 - [Digital Single] Lovers
- 2023년 12월 14일 박원 - [Digital Single] 저기 창밖을 봐 눈이 오잖아
- 2024년 1월 10일 김민석 - [Digital Single] Back In Love[18]
- 2024년 1월 28일 적재 - [Digital Single] 새벽 통화
- 2024년 2월 1일 김민석 - 회상
- 2024년 3월 1일 김민석 - [Digital Single] Blue Rain [THE 시즌즈: 이효리의 레드카펫]
- 2024년 3월 28일 적재 - [Digital Single] 묘하게 달라[19]
- 2024년 4월 12일 김민석 - [Digital Single] 눈치
- 2024년 4월 19일 박원 - my fuxxxxx romance
- 2024년 5월 19일 멜로망스 - [Digital Single] 사랑과 우정 사이
- 2024년 5월 22일 적재 - [Digital Single] 넌 내게 특별하고 (남은 인생 10년 X 적재)
- 2024년 6월 13일 선미 - [Digital Single] Balloon in Love
- 2024년 7월 11일 박원 - [Digital Single] 부디
- 2024년 8월 8일 뱀뱀 - BAMESIS
- 2024년 8월 14일 적재 - 완벽한 가족 OST Part.1
- 2024년 9월 3일 영탁 - Super Super
- 2024년 10월 12일 선미 - [Digital Single] Crossroad
- 2024년 10월 29일 적재 - Cliché
- 2024년 11월 12일 멜로망스 - 취하는 로맨스 OST Part.4
- 2024년 12월 21일 김민석 - 다리미 패밀리 OST Part.7
- 2025년 1월 10일 적재 - 모던 캘리포니아 OST Part.1
- 2025년 2월 4일 적재 - 원경 OST Part.4
- 2025년 2월 13일 김민석 - [Digital Single] 오늘의 고백
- 2025년 3월 8일 영탁 - 독수리 5형제를 부탁해 OST Part.2
- 2025년 4월 16일 박원 - [Digital Single] 하루
- 2025년 4월 29일 멜로망스 - Romance Express
- 2025년 5월 27일 김민석 - 월드 오브 스트릿 우먼 파이터(WSWF) Original Vol.1 (OST)[20]
- 2025년 7월 22일 영탁 - [Digital Single] 주시고
- 2025년 8월 26일 선미 - [Digital Single] BLUE!